# Großsteingrab Warnstedt
Das Großsteingrab Warnstedt war eine jungsteinzeitliche megalithische Grabanlage in Warnstedt, einem Ortsteil von Thale im Landkreis Harz, Sachsen-Anhalt. Es wurde 1864 archäologisch untersucht und später vollständig zerstört.

## Lage
Das Grab befand sich 100 m nördlich von Warnstedt an einem flachen Hang.

## Beschreibung
Die Anlage besaß eine Hügelschüttung, welche eine ost-westlich orientierte Grabkammer von 5 m Länge und 1,5 m Höhe enthielt. Diese bestand aus Steinplatten, von denen bei der Grabung sowohl Wand- als auch Deckplatten erhalten waren. Eine quer gestellte Platte teilte die Kammer in zwei Hälften. Ob die Kammer ebenerdig oder in die Erde eingesenkt errichtet wurde, ist nicht überliefert.
Nur der westliche Teil der Grabkammer wurde untersucht. Zu möglichen Bestattungen wurden keine Angaben gemacht. An Beigaben wurden zehn Keramikgefäße, mehrere Feuerstein-Klingen, zahlreiche durchbohrte Raubtierzähne und Adlerkrallen gefunden. Das einzige erhaltene Gefäß, das vermutlich aus diesem Grab stammt, ist eine Tasse, die im Harzmuseum in Wernigerode aufbewahrt wird, dort aber unter dem Fundort Cattenstedt geführt wird. Diese Tasse stammt aus der spätneolithischen Bernburger Kultur. Auch die große Zahl der für sie typischen durchbohrten Tierzähne spricht für eine Zuordnung des Grabes zu dieser Kultur.